# Opera Mail
Opera Mail (dawniej M2) – klient poczty e-mail, grup dyskusyjnych, IRC oraz czytnik kanałów RSS i Atom firmy Opera Software ASA, dawniej zaimplementowany w darmowej przeglądarce internetowej Opera, obecnie dystrybuowany wyłącznie jako osobny produkt dla systemów Mac OS oraz Windows.
Pomimo niewielkich rozmiarów i wymagań, Opera Mail obsługuje konta POP3 i IMAP, grupy dyskusyjne i kanały RSS i Atom. Posiada także wbudowany moduł do ochrony przed niechcianymi wiadomościami.
Interfejs programu różni się pod wieloma względami od standardów, obecnych w innych programach. Powodem tego była pełna integracja klienta poczty z przeglądarką stron WWW.
Opera Mail używa jednej i tej samej bazy danych dla wszystkich wiadomości. Unikalną cechą jest możliwość zastąpienia folderów tzw. „widokami”. Wiadomości są dzielone ze względu na status (odebrane, wysłane, nieprzeczytane itp.), załączone pliki (graficzne, wideo itp.), grupę dyskusyjną, lub też własne kryteria oparte na tak zwanych „filtrach”. Jedna wiadomość może więc pojawiać się w kilku widokach.
Opera Mail wyświetla zarówno wiadomości w formacie tekstowym, jak i HTML, używając do tego silnika Presto. Tworzenie wiadomości odbywa się w trybie tekstowym oraz (od wersji 10) HTML. Dodatkiem do klienta poczty jest prosty menedżer kontaktów.
Od wersji 11.60 Opera Mail zostało mocno rozbudowane o między innymi nowy układ poczty, możliwość sortowania według wątków, daty, czy flagowania.
Od 27 maja 2013 Opera Mail była dystrybuowana jako oddzielny produkt dla systemów OS X i Microsoft Windows. Od wydania 1044 w dniu 19 lutego 2016 do chwili obecnej dalsze prace nad nią zostały wstrzymane.